# Kissi (langue)
Pour les articles homonymes, voir Kissi.
Le kissi (ou kisi) est un sous-groupe de langues nigéro-congolaises rattachée à la branche sud des langues atlantiques parlées en Afrique de l'Ouest.
Elle comprend deux langues :
- Le kissi du Nord, parlé en Guinée par 560 000 personnes[3] et en Sierra Leone par 62 000 personnes[4], soit 622 000 personnes au total[1]. Elle contient beaucoup de mots empruntés au malinké.
- Le kissi du Sud, parlé au Liberia par 277 000 personnes[5] et en Sierra Leone par 136 000 personnes[6], soit 413 000 personnes au total[2].

Les deux langues sont différentes l'une de l'autre,.
En Guinée, les principales villes où le kissi est parlé sont les villes de Guéckédou et de Kissidougou ainsi que dans leurs sous-préfectures (milieu rural).

## Écriture
| Alphabet (Kisi Literacy Committee, Liberia) | Alphabet (Kisi Literacy Committee, Liberia) | Alphabet (Kisi Literacy Committee, Liberia) | Alphabet (Kisi Literacy Committee, Liberia) | Alphabet (Kisi Literacy Committee, Liberia) | Alphabet (Kisi Literacy Committee, Liberia) | Alphabet (Kisi Literacy Committee, Liberia) | Alphabet (Kisi Literacy Committee, Liberia) | Alphabet (Kisi Literacy Committee, Liberia) | Alphabet (Kisi Literacy Committee, Liberia) | Alphabet (Kisi Literacy Committee, Liberia) | Alphabet (Kisi Literacy Committee, Liberia) | Alphabet (Kisi Literacy Committee, Liberia) | Alphabet (Kisi Literacy Committee, Liberia) | Alphabet (Kisi Literacy Committee, Liberia) | Alphabet (Kisi Literacy Committee, Liberia) | Alphabet (Kisi Literacy Committee, Liberia) | Alphabet (Kisi Literacy Committee, Liberia) | Alphabet (Kisi Literacy Committee, Liberia) | Alphabet (Kisi Literacy Committee, Liberia) | Alphabet (Kisi Literacy Committee, Liberia) | Alphabet (Kisi Literacy Committee, Liberia) | Alphabet (Kisi Literacy Committee, Liberia) | Alphabet (Kisi Literacy Committee, Liberia) | Alphabet (Kisi Literacy Committee, Liberia) | Alphabet (Kisi Literacy Committee, Liberia) | Alphabet (Kisi Literacy Committee, Liberia) | Alphabet (Kisi Literacy Committee, Liberia) | Alphabet (Kisi Literacy Committee, Liberia) |
| ------------------------------------------- | ------------------------------------------- | ------------------------------------------- | ------------------------------------------- | ------------------------------------------- | ------------------------------------------- | ------------------------------------------- | ------------------------------------------- | ------------------------------------------- | ------------------------------------------- | ------------------------------------------- | ------------------------------------------- | ------------------------------------------- | ------------------------------------------- | ------------------------------------------- | ------------------------------------------- | ------------------------------------------- | ------------------------------------------- | ------------------------------------------- | ------------------------------------------- | ------------------------------------------- | ------------------------------------------- | ------------------------------------------- | ------------------------------------------- | ------------------------------------------- | ------------------------------------------- | ------------------------------------------- | ------------------------------------------- | ------------------------------------------- |
| a                                           | b                                           | c                                           | d                                           | e                                           | ɛ                                           | f                                           | gb                                          | h                                           | i                                           | j                                           | k                                           | kp                                          | l                                           | m                                           | mb                                          | n                                           | nd                                          | ŋ                                           | ŋg                                          | ɲ                                           | o                                           | ɔ                                           | p                                           | s                                           | t                                           | u                                           | w                                           | y                                           |

En Guinée, l’alphabet kisei a été défini dans l’alphabet national de 1976 et a été révisé dans l’Alphabet national guinéen en 1989.
Ceci est la nouvelle orthographe. L'ancienne était surtout utilisée du temps de Ahmed Sékou Touré.
| Lettre | Description                                                    | exemple français      | exemples kissi                                          |
| ------ | -------------------------------------------------------------- | --------------------- | ------------------------------------------------------- |
| ɲ      | Consonne occlusive nasale palatale voisée                      | comme « champignon ». | - ɲunaa (demander)                                      |
| ŋ      | Consonne occlusive nasale vélaire voisée                       | comme « camping' »    | - o kɔɛ loŋ (Il est allé là-bas) - ŋɔŋɔndo (grenouille) |
| ɛ      | 'e' ouvert, Voyelle moyenne inférieure antérieure non arrondie | comme « aime »        | - laossɛ (salutation) - muɛi (couteau)                  |
| ɔ      | 'o' ouvert, Voyelle moyenne inférieure postérieure arrondie    | comme « sorte »       | - mɔmɔ (riz) - kɔɛ (aller)                              |

Le dialecte de Kissidougou préserve une distinction entre /r/ et /l/, ce qui n'est pas le cas dans les dialectes du sud de Guéckédou. En conséquence, la huŋ signifie exactement la même chose que ra huŋ. De plus, « merci » est prononcé barika autour de Kissidougou et balika au sud de Guéckédou.

## Prononciation
/gb)/, la consonne occlusive labio-vélaire voisée [IPA-ɡ͡b] est un son qui n'existe pas dans les langues européennes. Ce son est prononcé comme le début d'un /g/ (comme dans « garder ») et un /b/. Pour essayer de le prononcer, répétez 'beg' (anglais) rapidement jusqu'à ce que ça devienne 'gbe'.
Voici quelques exemples :
- gbaŋgbaŋ (nom d'une rivière à Kissidougou)
- gbaala (cuisine extérieure)
- maagbana (taxi des villes)
- gbɛŋgbɔ (chaise)

## Grammaire

### Pronoms
| pronom issi | Prononciation | pronoun français | exemple kissi     | traduction en français |
| ----------- | ------------- | ---------------- | ----------------- | ---------------------- |
| y           | /i/           | Je               | y tyo kɔlaŋ loŋ.  | J'y vais.              |
| a           | /a/           | tu               | a tyo kɔlaŋ loŋ.  | Tu y vas.              |
| o           | /o/           | il/elle          | o tyo kɔlaŋ loŋ.  | Il/Elle y va.          |
| n           | /n/           | nous             | n tyo kɔlaŋ loŋ.  | Nous y allons.         |
| la          | /la/          | vous             | la tyo kɔlaŋ loŋ. | Vous y allez.          |
| aa          | /aː/          | ils/elles        | aa tyo kɔlaŋ loŋ. | Ils y vont.            |

Comme on peut le constater dans ces exemples, les verbes ne sont pas conjugués comme les verbes français.
| pronom kissi | prononciation | pronom français | exemple kissi           | traduction en français       |
| ------------ | ------------- | --------------- | ----------------------- | ---------------------------- |
| ya           | /ja/          | me              | o tyo ya lɔ.            | Il va me frapper.            |
|              |               |                 | yɔŋgu ya ho. / k'ya ho. | Donne-moi ça.                |
| nɔm          | /nɔm/         | te              | y tyo nɔm lɔ.           | Je vais te frapper.          |
| ndu          | /ndu/         | le/la           | y tyo ndu lɔ.           | Je vais le/la frapper.       |
|              |               |                 | o tyo ndu pila lɔ.      | Il va se frapper (lui-même). |
| na           | /na/          | nous            | o tyo na lɔ.            | Il va nous frapper.          |
| nia          | /nia/         | vous            | o tyo nia lɔ.           | Il va vous frapper.          |
| ndaa         | /ndaː/        | les             | o tyo ndaa lɔ.          | Il va les frapper.           |

### Articles
Les articles n'existent pas en kissi, donc « muɛi » signifie « le couteau » et « un couteau ».
Si un objet doit être distingué d'autres objets, « ce » est utilisé :
- exemple: muɛi coŋ - ce couteau

Si ceci n'est pas assez exact, l'objet est décrit à l'aide d'adjectifs
- yɔŋgu ya muɛi. / k'ya muɛi. -

```
Donne-moi un/le couteau.
```

- yɔŋgu ya  muɛi bɛndɛi. / k'ya muɛi bɛndɛi. - Donne-moi le grand couteau.

l'utilisation <<ce>>:pour des liquides, comme l'eau,l'huile,le vin..etc on suit l'expression par <<man>>
- meindan/l'eau ; mueiyan/le vin ; Tyueiyan/l'huile;

Meinda_man/cet eau ;tyueiyma_man/cet huile ;mueiyma_man/ce vin.